# Огородное (Донецкая область)
Огородное (укр. Огороднє) — село на Украине, находится в Мангушском районе Донецкой области.
Код КОАТУУ — 1423984405. Население по переписи 2001 года составляет 114 человек. Почтовый индекс — 87442. Телефонный код — 6297.
С марта 2022 года находится под контролем самопровозглашённой Донецкой Народной Республики.

## Адрес местного совета
87442, Донецкая область, Мангушский район, с. Мелекино, ул. Гагарина